# Indische kievit
De Indische kievit (Vanellus indicus) behoort tot de familie van kieviten en plevieren (Charadriidae).

## Herkenning
De vogel is 32 tot 35 cm lang en heeft een spanwijdte van 80 tot 81 cm en weegt 110 tot 230 gram. De vogel heeft een opvallend rijkgeschakeerd verenkleed, met een zwarte borst en kruin en wit op de zijkanten van de hals. In vlucht is de vleugel driekleurig: zwart wit en grijsbruin. Opvallend verschillen met de sporenkievit zijn de lange gele poten. de rode snavelbasis en teugel en een vrij smalle rechte, zwarte band op de staart.

## Verspreiding en leefgebied
Deze soort komt wijdverspreid voor in Azië, ook in het Midden-Oosten en telt vier ondersoorten:
- V. i. aigneri: van zuidoostelijk Turkije tot Pakistan.
- V. i. indicus: van centraal Pakistan tot Nepal, noordoostelijk India en Bangladesh.
- V. i. lankae: Sri Lanka.
- V. i. atronuchalis: van noordoostelijk India tot zuidelijk China, zuidoostelijk Azië, Maleisië en noordelijk Sumatra.

Het leefgebied ligt in laagland en op hoogvlaktes tot 1800  boven de zeespiegel, in een groot aantal typen open landschappen vaak in de buurt van zoet water zoals modderbanken, natte graslanden, agrarisch gebied zoals weilanden, korenvelden, pas geploegd land, soms ook op gazons van grote tuinen.
Deze soort is een zeldzame dwaalgast in West-Europa die slechts twee keer in Nederland is waargenomen en wel in 2019 toen een Indische kievit eerst werd gezien op Texel en een paar dagen later op Ameland. en in augustus 2024 in Oostkapelle, Zeeland.

## Status
De Indische kievit heeft een groot verspreidingsgebied en daardoor is de kans op de status kwetsbaar (voor uitsterven) gering. De grootte van de wereldpopulatie is in 2016 geschat op 50.000-60.000 individuen. Er zijn geen cijfers over trends, daarom staat deze kievit als niet bedreigd op de Rode Lijst van de IUCN.